# Політична криза в Парагваї 2017

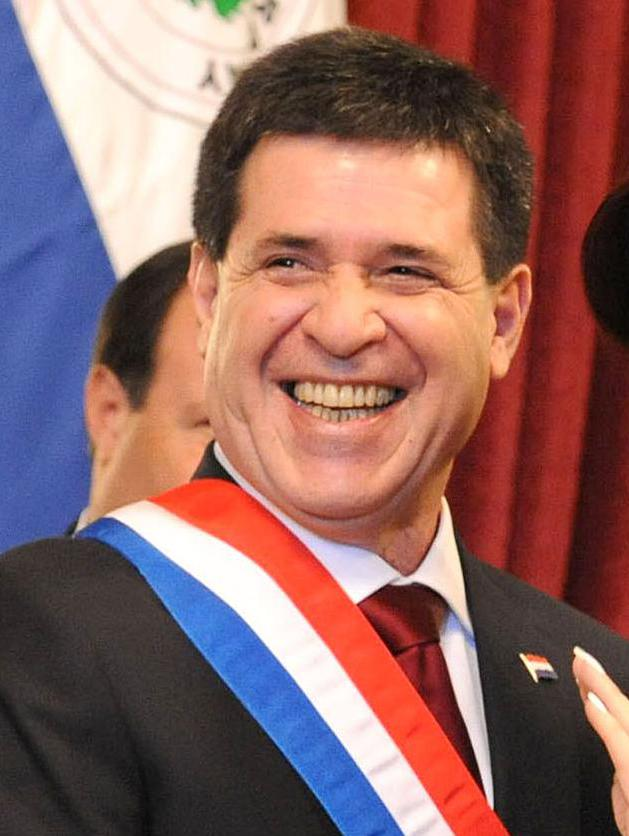
54-й Президент Парагваю Орасіо Картес

Політична криза в Парагваї — протести у Парагваї, спричинені намаганням президента країни Орасіо Картеса внести зміни до конституції, що дозволять йому балотуватися на другий термін. Протести тривали протягом 31 березня — 26 квітня 2017 року.

## Передумови
Після 35-річного правління Альфредо Стресснера, парагвайського генерала та політика, що займав посаду президента Парагваю з 1954 до 1989 року, до конституції країни від 1992 року було внесено зміни, що забороняють балотуватися на другий президентський термін.
У березні 2017 року до Сенату, верхньої палати парламенту Парагваю, було внесено закон, що дозволяє чинному президенту країни Орасіо Картесу балотуватися вдруге. На засіданні, що проводилось у закритій кімнаті, а не в сесійній залі і де були відсутні представники опозиції і голова, більшість депутатів (25 із 45) підтримали цей законопроєкт:
|                             | Нічого не було зроблено поза рамками Конституції. На засіданні, де було 25 сенаторів, усе було зроблено в рамках закону, з дотриманням процедур. |
| — Карлос Філіцола, сенатор, | |

## Вуличні протести
Відповідне рішення верхньої палати парламенту спричинило вуличні протести, що охопили столицю країни, місто Асунсьйон. Протестувальники, серед яких є багато відомих місцевих політиків, вступили в сутички з місцевою поліцією — підпалювали автомобільні шини, закидували поліціянтів камінням:
|                                     | Здійснено державний переворот. Ми будемо чинити опір, і ми закликаємо людей чинити опір разом з нами. |
| — Дезіре Масі, сенатор-опозиціонер, | |

Поліція, у відповідь, застосувала до протестувальників сльозогінний газ, водомети та гумові кулі. Як повідомляють місцеві ЗМІ, одна людина загинула, понад 30 — поранено, близько 200 — затримано поліцією. Про поранення серед поліціянтів заявило міністерство внутрішніх справ країни. Загибель демонстранта спричинила відставку міністра внутрішніх справ Тадея Рохаса і начальника поліції Кріспуло Сотело:
|                                                              | Ми працюємо над тим, щоб визначити відповідальних. |
| — Лоренцо Лескано, тимчасовий виконувач обов’язки глави МВС, |                                                    |

## Захоплення будівлі Сенату
Навколо будівлі Сенату протестувальники збудували барикади, а пізніше взяли саму будівлю штурмом: завалили огорожу, розбили ввікна, увірвалися в споруду. Захопивши парламент, протестуючі обшукали і підпалили кабінети тих депутатів, що голосували за відповідні зміни до конституції.

## Рішення нижньої палати
Спікер нижньої палати парламенту Парагваю заявив, що засідання у суботу, 1 квітня, де мало б вирішуватись питання підтримки законопроєкту не відбудеться.